# Scavenger receptory
Scavenger receptory (někdy nazývané „zametací“, „úklidové“ či „odklízecí“) tvoří širokou rodinu proteinů, které se vzájemně různí ve své struktuře i biologické funkci. Jedná se o povrchové receptory, které řadíme mezi pattern recognition receptory. Rozeznávají DAMPs (z angl. damage-associated molecular patterns) i PAMPs (z angl. pathogen-associated molecular patterns) a účastní se tak likvidace poškozených nebo tělu cizích molekul prostřednictvím imunitního systému. Funkční mechanismy, pomocí kterých dochází k eliminaci cílových částic, zahrnují endocytózu, fagocytózu, adhezi a signalizaci.
Scavenger receptory jsou exprimovány především na makrofázích, obecně se však vyskytují v celé řadě buněčných typů včetně monocytů, dendritických buněk, mikroglií, endoteliálních buněk a mnohých dalších.

## Historie
Scavenger receptory byly poprvé popsány Michaelem Brownem a Josephem Goldsteinem v roce 1979. Ti v rámci výzkumu receptorů pro lipoproteiny identifikovali scavenger receptory jako makrofágové receptory schopné vázat a endocytovat modifikované LDL částice. Modifikovaný LDL spouští aktivaci imunitního systému a jeho hromadění v cévách může přispívat k rozvoji aterosklerózy.

## Funkce
Scavenger receptory rozeznávají široké spektrum ligandů, mezi které patří patogenní i endogenní molekuly - příkladem lipoproteiny, apoptotické buňky, cholesterol, fosfolipidy, proteoglykany, ferritin i různé formy sacharidů. Díky této široké substrátové specifitě plní scavenger receptory řadu funkcí. Jedná se o účast na fagocytóze, antigenní prezentaci či signalizačních kaskádách. Dále mají scavenger receptory roli v likvidaci patogenů a apoptotických buněk, lipidovém transportu a zachování tkáňové homeostázy.

## Klasifikace
Za účelem zavedení jasné a systematické nomenklatury byly scavenger receptory rozděleny do 10 tříd označovaných písmeny A až J.

### Třída A

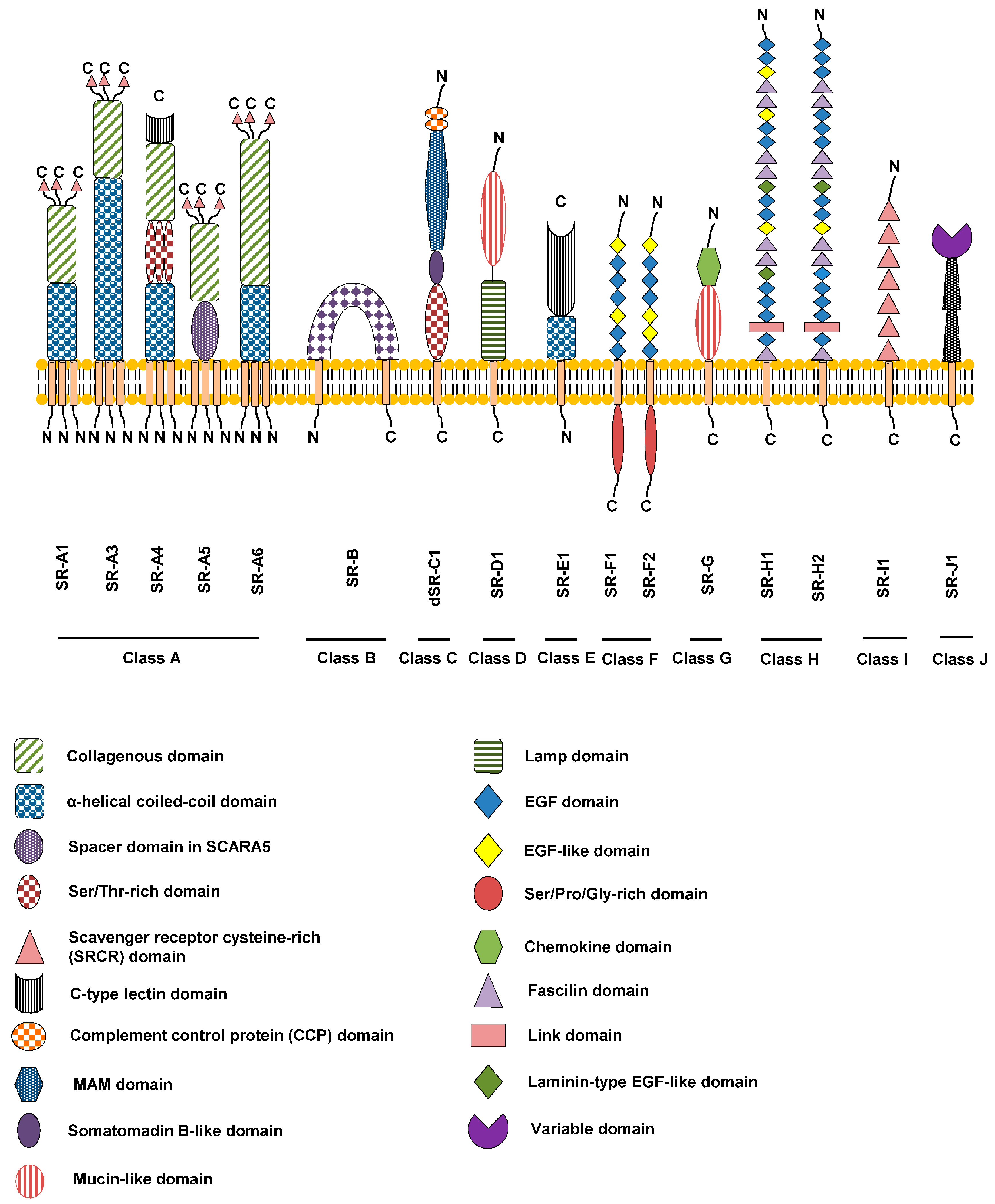
Schematický přehled scavenger receptorů. Třídy jsou označeny písmeny A-J.

Scavenger receptory třídy A (SR-A) patří mezi první izolované a klonované scavenger receptory. Jsou exprimovány primárně na makrofázích a dendritických buňkách, můžeme je však nalézt u různých buněčných typů a tkání včetně buněk endotelu, plic nebo srdce.
Struktura SR-A zahrnuje cytoplazmatický N-konec, transmembránovou doménu, α-helikální coiled-coil doménu a C-konec s konzervovanou doménou SRCR (scavenger receptor cysteine-rich domain).
- SR-A1 (původní názvy: SCARA1, MSR1, SR-AI): SR-A1 nalézáme u makrofágů, monocytů a dendritických buněk. Mají širokou substrátovou specifitu a mezi jejich ligandy patří proteiny teplotního šoku, amyloid β, povrchové molekuly grampozitivních a gramnegativních bakterií, virus hepatitidy C a modifikovaný LDL (acetylovaná a oxidovaná forma LDL).
- SR-A1.1 (původní název: SR-AII): SR-A1.1 představuje variantu SR-A1, která vzniká alternativním sestřihem a je charakteristická krátkým C-koncem.
- SR-A3 (původní názvy: SCARA3, MSRL1, APC7): Funkce SR-A3 je odlišná od zbytku SR-A receptorů – podílí se na ochraně buněk proti škodlivému působení reaktivních forem kyslíku (ROS)
- SR-A4 (původní názvy: COLEC12, SCARA4, SRCL, CL-P1): SR-A4 funguje jako endoteliální receptor pro lipoproteiny a umožňuje rozeznání a degradaci oxidovaného LDL.
- SR-A5 (původní názvy: SCARA5, TESR): SR-A5 je exprimován v epiteliálních buňkách a buňkách thymu. Váže bakteriální struktury a účastní se tak obrany organismu vůči patogenům.
- SR-A6 (původní názvy: MARCO, SCARA2): SR-A6 je exprimován především buňkami makrofágů a jeho funkce zahrnuje likvidaci bakterií v krevním řečišti a plicích.

### Třída B
Scavenger receptory třídy B (SR-B) jsou charakteristické obsahem dvou transmembránových domén. Dále obsahují hojně glykosylovanou extracelulární doménu a cytoplazmaticky lokalizovaný N i C konec.
- SR-B1 (původní názvy: SCARB1, SR-BI, CD36L1): SR-B1 nalézáme u hepatocytů, buněk arteriální stěny a makrofágů. Mezi jeho ligandy patří záporně nabité fosfolipidy a HDL. Funguje jako selektivní lipidový transportér a vykazuje protektivní efekt vůči indukci aterosklerózy.
- SR-B2 (původní názvy: CD36, SCARB3, PAS4): SR-B2 jsou exprimovány na monocytech, krevních destičkách, makrofázích, ale také endoteliálních buňkách či hepatocytech. Konkrétně CD36 patří mezi prototypy SR-B a jedná se o velmi intenzivně studovaný scavenger receptor, který se účastní mnoha funkčních aspektů biologie makrofágů. Důležitou roli hraje také v obraně organismu proti bakteriím a houbám. Mezi ligandy CD36 patří modifikovaný LDL, HDL, oxidované fosfolipidy, apoptotické buňky a amyloidní proteiny.

### Třída C
Scavenger receptory třídy C byly popsány u Drosophila melanogaster, u savců žádné receptory této třídy známy nejsou.